# Étienne Larue
Étienne Larue (Saint-Christophe-en-Brionnais, 12 giugno 1865 – Tournus, 5 ottobre 1935) è stato un missionario e vescovo cattolico francese.

## Biografia
Entrò nella società dei Missionari d'Africa e fu ordinato prete il 28 maggio 1891.
Insegnò teologia morale nel seminario dei Padri bianchi di Cartagine e fu poi superiore regionale della sua congregazione nel vicariato apostolico di Nyassa. Il 28 gennaio 1913 fu eletto vescovo titolare di Tuburbo Minore e vicario apostolico di Banguelo.
Nel 1927 fondò la congregazione indigena delle Suore del Bambin Gesù di Kasama.

## Genealogia episcopale
La genealogia episcopale è:
- Cardinale Scipione Rebiba
- Cardinale Giulio Antonio Santori
- Cardinale Girolamo Bernerio, O.P.
- Arcivescovo Galeazzo Sanvitale
- Cardinale Ludovico Ludovisi
- Cardinale Luigi Caetani
- Cardinale Ulderico Carpegna
- Cardinale Paluzzo Paluzzi Altieri degli Albertoni
- Papa Benedetto XIII
- Papa Benedetto XIV
- Papa Clemente XIII
- Cardinale Marcantonio Colonna
- Cardinale Giacinto Sigismondo Gerdil, B.
- Cardinale Giulio Maria della Somaglia
- Cardinale Carlo Odescalchi, S.I.
- Cardinale Costantino Patrizi Naro
- Cardinale Lucido Maria Parocchi
- Arcivescovo Alphonse-Martin Larue
- Arcivescovo Sébastien Herscher
- Vescovo Henri-Raymond Villard
- Vescovo Étienne Larue, M.Afr.